# ترانه‌های داغ کانتری

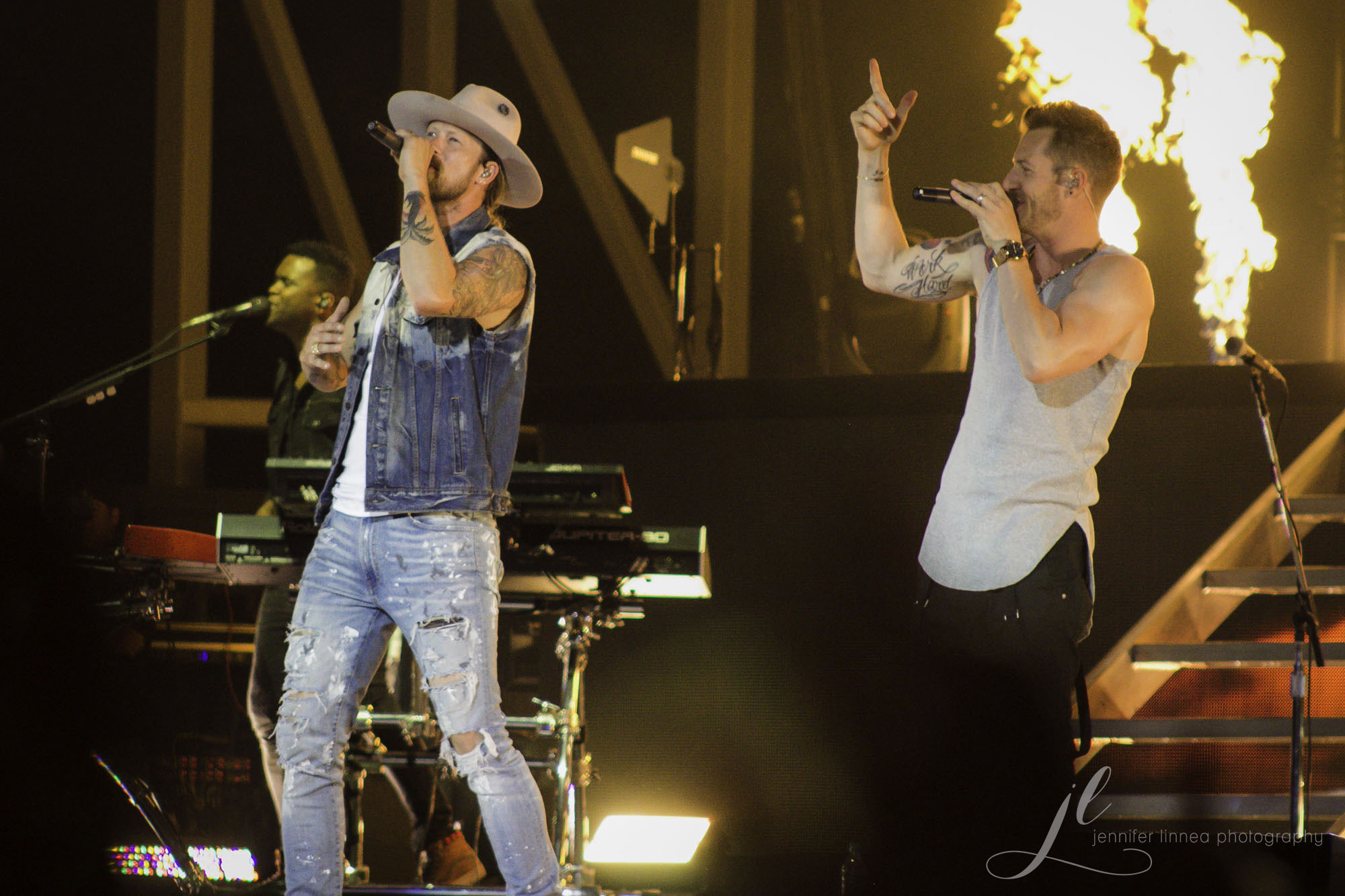
Florida Georgia Line performs at Cheyenne Frontier Days on July 20, 2018 in Cheyenne, Wyoming.

آهنگ‌های داغ کانتری (انگلیسی: Hot Country Songs) یک جدول موسیقی است که توسط بیلبورد به‌طور هفتگی در ایالات متحده منتشر می‌شود. این جدول پرفروش‌ترین آهنگ‌های کانتری را، با استفاده از داده‌های ایرپلی نیلسن بی‌دی‌اس همراه با فروش دیجیتال و استریم‌های هفتگی، محاسبه می‌کند.